# Yamozha
Yamozha (Yamoria, Yamozhah, Yabatheya, Yamohdeyi, Yamba Deja, Zhambadezha, Yampa Deja, Yabatheya, Old Man, Wanderer), Yamozha je dobronamjerni kulturni heroj plemena Dene (Chipewyan, Dogrib, South Slavey; ponekad ga folkloristi nazivaju "transformatorom".) Općenito je prikazan kao herojski ubojica čudovišta i prijatelj čovječanstva, iako postoje neke priče o njemu koje su duhovite prirode. Često koristi svoju pamet radije nego svoju snagu da porazi svoje neprijatelje, nakon čega ih ili ubija ili pretvara u nešto bezopasno. Njegovo ime doslovno znači "putnik" ili "lutalica".